# Цурковка
 Цурковка — деревня в Смоленской области России, в Смоленском районе. По состоянию на 2007 год постоянного населения не имеет. Расположена в западной части области в 16 км к юго-западу от г. Смоленска, в 6 км к юго-западу от автодороги А141 Орёл — Витебск.
Входит в состав Михновского сельского поселения.

## Достопримечательности
Памятники археологии:
- Курганная группа (20 курганов) в 2 км к юго-востоку от деревни на берегу реки Уфинья. Насыпаны Кривичами в VIII – IX веках.
- Селище на окраине курганной группы. Было заселено племенами Тушемлинской культуры в середине 1-го тысячелетия н.э.